# Angèle Arsenault
Pour les articles homonymes, voir Arsenault.
Angèle Arsenault, née le 1er octobre 1943 à Abram-Village, à l'Île-du-Prince-Édouard, et morte le 25 février 2014 à Saint-Sauveur, au Québec, est une chanteuse et une animatrice de télévision acadienne.

## Biographie
Angèle Arsenault naît le 1er octobre 1943 à Abram-Village, dans la Région Évangéline, à l'Ouest de l'Île-du-Prince-Édouard, au Canada, huitième d'une famille de quatorze enfants. Ses parents sont Acadiens.
Elle fréquente l'Université de Moncton, au Nouveau-Brunswick, où elle obtient un baccalauréat en arts en 1965. Elle fréquente ensuite l'Université Laval, à Québec, où elle se mérite un diplôme de maîtrise en littérature, en 1968.
Elle est interprète dès 1963 à Moncton des chansons traditionnelles acadiennes qu'elle a recueillies, et joue aussi du piano et de la guitare. Après son arrivée au Québec, en 1966, elle se produit dans des boîtes à chansons, à la radio et à la télévision. Elle fait aussi des tournées à travers le pays. Entre 1973 et 1974, elle commence à composer ses propres chansons, en français comme en anglais, telles que Évangeline, Acadian Queen, Le Monde de par chez-nous, La Cuisine et L'Homme et la femme. Elle anime True North avec Roy Payne de 1973 à 1975 sur les ondes de TVOntario. Elle anime aussi l'émission éducative Avec Angèle, qui lui mérite un prix Gold Hugo au festival international du film de Chicago en 1974. Elle est chanteuse et hôtesse dans plusieurs festivals de folklore, dont Festival folklorique Mariposa d'Orilla, en Ontario, ainsi qu'au festival de Wilwaukee, au Wisconsin.
Elle participe à des films de l'Office national du film, entre autres Le Temps de l'avant (1975), d'Anne Claire Poirier. En 1974, elle s'associe avec la productrice Lise Aubut et les chanteuses Édith Butler et Jacqueline Lemay pour fonder la Société de production et de programmation de spectacle (SPPS). Elle publie le recueil de poésie Première en 1975, à Montréal.
Elle se produit à la Place des Arts en 1977 et atteint des sommets aux palmarès avec ses chansons humoristiques Moi j'mange et Je veux toute la vivre ma vie. Ces deux chansons sont incluses sur le microsillon Libre en 1978. C'est l’album qui se vend le mieux au Canada - plus de 300 000 copies, sur les marchés anglais et français confondus - ce qui lui vaut un Prix Félix en 1979.
Angèle Arsenault représente le Canada en 1980 au festival de Spa en Belgique. À son retour, elle anime l'émission Angèle à Radio-Canada Acadie et fait des tournées au Canada.
Elle est reconnue pour ses succès De temps en temps moi j'ai les bleus, Moi j'mange, Je veux toute toute toute la vivre ma vie, C'est juste lundi Angèle et Y'a une étoile pour vous.

## Discographie

### Albums
- 1975 : Première[5] (SPPS, PS-19901)
- 1976 : Angèle Arsenault[5] (SPPS, PS-19908)
- 1977 : Libre[5] (SPPS, PS-19903)
- 1977 : C'est la récréation (SPPS, XPS-19906) (disque fait avec Édith Butler et Jacqueline Lemay)
- 1979 : Y'a une étoile pour vous (SPPS, PS-19907)
- 1980 : Chanter dans le soleil (Bonjour, KD-503)
- 1982 : Paniquez pas pour rien (Kébec-Disc, KD-537)
- 1983 : Angèle XXX (album de Noël) (Saisons, SNS-80009)
- 1993 : Bonjour Madame Bolduc (Amis d'Angèle, DUA 1993)
- 1994 : Transparente[5] (Justin-time, JTR-8449-2)
- 1995 : Noël c'est l'amour (réédition de l'album Angèle XXX avec ajout de nouveaux titres) (Justin-time, JTR-8454-2)
- 1999 : Amour[5] (Transit, TRCD 9116)

### Compilations
- 1980 : Ses plus grands succès (SPPS, PS-19910)
- 1995 : J'ai vécu bien des années (Just a Memory, JAM 9124-2)
- 2010 : Des étoiles pour vous (Disques AA, AA-1410)
- 2013 : De souvenirs et d'amitié (Musicor, MUPS-CD-6481)

## Prix
- 1974 : Gold Hugo Award au Festival international du film de Chicago
- 1979 : Prix Félix de l'album le plus vendu (300 000 exemplaires) — album Libre[6]
- 1979 : Certification Triple Platine (300 000 exemplaires) — album Libre[7]
- 1980 : Certification Or (50 000 exemplaires) — album Y'a une étoile pour vous[8]

## Honneurs
- 1996 : Un musée lui est dédié à Mont-Carmel, municipalité de l'Île-du-Prince-Édouard, tout près de son village d'origine
- 1997 : Membre de l'Ordre de la Pléiade, de l'Organisation internationale de la francophonie[3]
- 1999 : Doctorat honorifique de l'université de l'Île-du-Prince-Édouard[3]
- 2000 : Zonta International’s Woman of the Year[3]
- 2003 : Officier de l'Ordre du Canada
- 2005 : Membre de l'Ordre de l'Île-du-Prince-Édouard